# Kammarmusikal
Kammarmusikal är en musikal anpassad för mindre scener. Begreppet har bland annat använts i samband med verk av Göteborgs musikalensemble. Andra teatrar med erfarenhet av kammarmusikalproduktioner är Kulturhuset Stadsteatern, Stockholms musikteater/Sliteteatern, Säffleoperan och Storsjöteatern. Även inom utbildningsväsendet är begreppet känt, med uppsättningar bland annat av Stockholms dramatiska högskola
Kammarmusikalbegreppet används ofta av teaterensembler som turnerar med uppsättningar runt landet. I en uppsättning på Åland bestod teaterensemblen av två sångare och fem musiker.

## Källhänvisningar
1. ↑  P1 Mitt i musiken (2003-07-15): "Musikalartister tror på kammarmusikal". Arkiverad 4 mars 2016 hämtat från the Wayback Machine. Sverigesradio.se. Läst 30 december 2014.
2. ↑  Ylva Lagercrantyz Spindler (2014-02-10): "Multibegåvad kammarmusikal kastas mellan glädje och sorg". Svd.se. Läst 30 december 2014.
3. ↑  ”Nyskriven kammarmusikal om William Shakespeare spelas i Slite”. Gotland.net. 11 mars 2008. Arkiverad från originalet den 30 december 2014. http://archive.today/2014.12.30-150239/http://www.gotland.net/bo-leva/arkiv/nyskriven-kammarmusikal-om-william-shakespeare-spelas-i-slite. Läst 30 december 2014.
4. ↑  "Ringaren i Notre Dame, William, Säffleoperan, Artister för miljön". Arkiverad 4 augusti 2021 hämtat från the Wayback Machine. Musikal.net, 2014-02-27. Läst 30 december 2014.
5. ↑  "Shakespeare som rockstjärna". Arkiverad 4 mars 2016 hämtat från the Wayback Machine. Ltz.se, 2014-03-10. Läst 30 december 2014.
6. ↑  ”Barbienazisten & I verklighet är du ingen”. Legaonline.se. Arkiverad från originalet den 30 december 2014. http://archive.is/2014.12.30-154800/http://www.legaonline.se/boka/stdhevent/viewCourse.aspx?objID=315366. Läst 30 december 2014.
7. ↑  "ÅST satsar på Åland i höst". Arkiverad 30 december 2014 hämtat från the Wayback Machine. Alandstidningen.ax, 2014-09-25. Läst 30 december 2014.